# Nová Ves nad Váhom
Nová Ves nad Váhom (allemand : Neudorf an der Waag, hongrois : Vágújfalu) est un village de Slovaquie situé dans la région de Trenčín.

## Histoire
La première mention écrite du village date de 1419.

## Démographie

### Évolution de la population
| Année:               | 1994. | 2004.   | 2014.   | 2024.   |
| -------------------- | ----- | ------- | ------- | ------- |
| Nombre de personnes: | 534   | 517     | 542     | 564     |
| Différence:          |       | -3,18 % | +4,83 % | +4,05 % |

| Année:               | 2023. | 2024.   |
| -------------------- | ----- | ------- |
| Nombre de personnes: | 560   | 564     |
| Différence:          |       | +0,71 % |